# روکه مسا
روکه مسا (انگلیسی: Roque Mesa؛ زادهٔ ۷ ژوئن ۱۹۸۹) بازیکن فوتبال اهل اسپانیا است.
از باشگاه‌هایی که در آن بازی کرده‌است می‌توان به باشگاه فوتبال لاس پالماس، باشگاه فوتبال سویا، و باشگاه فوتبال سوانزی سیتی اشاره کرد.